# Trachycera vicinella
Trachycera vicinella är en fjärilsart som beskrevs av Hiroshi Yamanaka 2000. Trachycera vicinella ingår i släktet Trachycera och familjen mott. Inga underarter finns listade i Catalogue of Life.